# Ironman Gurye
Der Ironman Korea (zeitweise auch Ironman Asia, Korea Triathlon Jeju, Jeju International Triathlon oder Ironman Gurye) ist eine seit 2000 jährlich im Juli oder August stattfindende Triathlon-Sportveranstaltung über die Ironman-Distanz (3,86 km Schwimmen, 180,2 km Radfahren, 42,195 km Laufen) in Seogwipo auf der subtropischen Vulkaninsel Jejudo, rund 130 km vor der Küste Südkoreas rund um den erloschene Vulkan Hallasan, der mit seinen 1950 Metern auch der höchste Berg Koreas ist.

## Organisation

### Erstaustragung 1993
Die Geschichte des Jeju International Triathlon reicht zurück bis ins Jahr 1993.
Am 25. Juli 1993 organisierte die Korea Tourism Organization – sieben Monate, bevor am 10. Februar 1994 die Gründung der Korea Triathlon Federation erfolgte – den ersten Jeju International Triathlon.
Am 24. Juli 1994 und am 16. Juli 1995 wurde die Veranstaltung erneut ausgerichtet.
Am 2. Juli 2000 fand dann auf Jejudo der Ironman Asia als in dem Jahr einziger asiatischer Qualifier für den Ironman Hawaii (Ironman World Championships) statt. Die Organisation übernahmen das Jeju Provincial Government, die Korea Triathlon Federation (KTF) sowie die Korea National Tourism Organization. Zuvor waren zwar bereits von 1985 bis 1997 beim Ironman Japan am Lake Biwa Startplätze für Hawaii vergeben worden, nach einem Taifun in den Tagen um die Veranstaltung 1997 fand dieser Wettkampf allerdings nicht mehr statt. 100 Qualifikationsplätze für den Ironman Hawaii wurden in Seogwipo vergeben, für die Profi-Triathleten waren 50.000 US-Dollar Preisgeld ausgeschrieben, insgesamt 1036 Anmeldungen gingen 2001 ein. Die Strecke erstreckte sich vom Start am Jungmun Beach über zwei Runden Schwimmen à 1,9 km, eine Radrunde im Uhrzeigersinn rund um die Insel Jejudo sowie zwei Runden auf einer Wendepunktstrecke mit Ziel im Jeju-World-Cup-Stadion in Seogwipo.
2001 fand vier Wochen nach der zweiten Auflage des Ironman Asia auf der rund 400 km südöstlich von Seogwipo entfernten japanischen Nachbarinsel Fukue-jima in Gotō eine weitere Veranstaltung mit den Markenzeichen Ironman im Veranstaltungsnamen und 30 Qualifikationsplätzen für Hawaii statt, die Zahl der in Seogwipo vergebenen Qualifikationsplätze für den Ironman Hawaii wurden auf 70 reduziert. 
2002 wurde statt des Ironman Asia auf Jejudo rund 600 km nördlich in Sokcho der Ironman Korea mit 850 Teilnehmern und fünfzig Qualifikationsplätzen für den Ironman Hawaii veranstaltet.

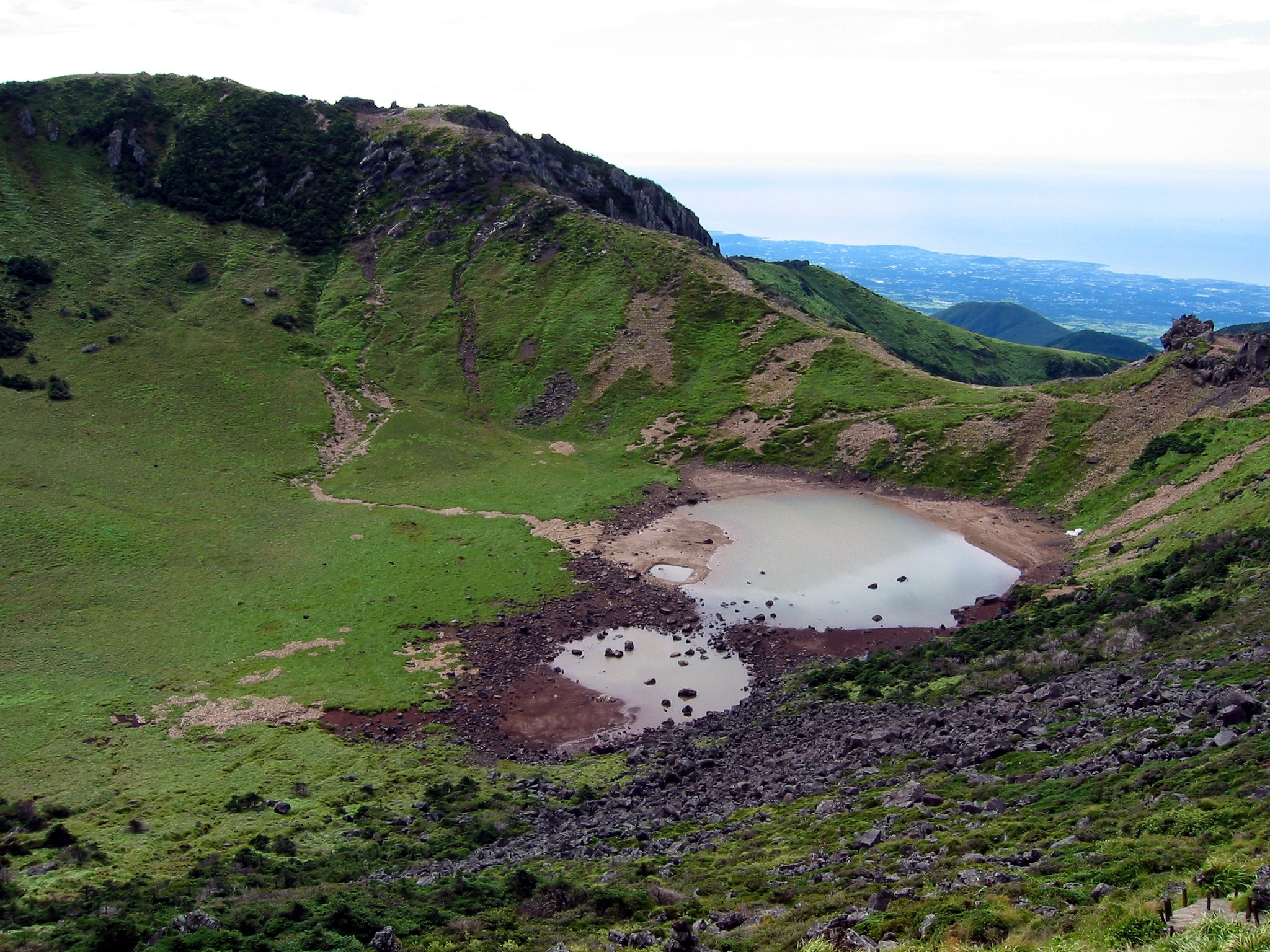
Der Krater des Hallasan auf Jeju-do

Der ursprüngliche Gedanke, im jährlichen Wechsel einen Ironman Asia abwechselnd in Japan und Korea auszutragen, wurde 2003 endgültig ad acta gelegt. Nach organisatorischen Problemen im unmittelbar in der Nähe der entmilitarisierten Zone zu Nordkorea gelegenen Sokcho wurde auf Jejudo zum dritten Mal ein Triathlon mit dem Markenzeichen Ironman im Veranstaltungsnamen, diesmal aber als wie zuvor in Sokcho unter dem Namen Ironman Korea ausgerichtet.
2007 wurden bei der siebten Austragung unter dem Ironman-Label auf Jejudo insgesamt 200.000 US-Dollar Preisgeld ausgegeben – nach dem Ironman Hawaii damals die höchste Preisgeldsumme aller Wettkämpfe unter dem Markenzeichen Ironman. 
Amateure konnten sich über 48 Qualifikationsplätze für Hawaii qualifizieren und es standen insgesamt 1152 Athleten am Start. Für Profi-Triathleten standen aber nur zwei Slots zur Verfügung, Chrissie Wellington, die anschließend über mehrere Jahre die Szene wie keine andere Frau zuvor dominierte, gewann hier ihren ersten Wettkampf über die Ironman-Distanz.
2004 musste das Rennen auf verkürztem Kurs ohne das Schwimmen als Duathlon ausgetragen werden.
Im Dezember 2007 gaben der Veranstalter und die WTC ohne Angabe von Gründen bekannt, dass keine Verlängerung des Lizenzvertrages zur Nutzung des Markenzeichens Ironman im Veranstaltungsnamen erfolgte. Stattdessen wurde von 2008 bis 2010 der Ironman China in Jixian veranstaltet. Auf Jejudo wurde währenddessen die Veranstaltung von 2008 bis 2010 als Korea Triathlon Jeju fortgeführt, Wettkampf-Distanzen und Streckenführung blieben aber unverändert.

Als der für den 13. Juni 2010 geplante Ironman Japan im rund 400 km entfernten Gotō zwei Wochen vor dessen Start wegen einer akuten Verbreitung von Maul- und Klauenseuche abgesagt wurde, wurden die für Gotō geplanten fünfzig Hawaii-Slots stattdessen in Seogwipo vergeben, allerdings ausschließlich an die 1250 Athleten, die auch bereits in Japan gemeldet gewesen waren und Interesse an einer Ummeldung hatten.
Diese hatten die Möglichkeit, entweder für die reguläre Teilnahmegebühr von 170 US$ „nur“ am Korea Triathlon Jeju teilzunehmen – oder für die fast dreifache Teilnahmegebühr von 500 US-Dollar zusätzlich eine Chance zur Qualifikation für den Ironman Hawaii zu wahren. Im Falle einer Qualifikation war zusätzlich noch das Startgeld in Höhe von 550 US-Dollar für den Ironman Hawaii direkt bei der Slot-Vergabe am Tag nach dem Korea Triathlon Jeju zu entrichten.

### Austragung 2011
2011 wurde der Triathlon dann – einmalig – wieder unter dem Namen „Ironman Korea“ veranstaltet, wobei gleichzeitig ein Wettbewerb über die halbe Distanz unter dem Namen Ironman 70.3 Korea integriert wurde. Von 2012 bis 2014 wurde das Rennen auf Jejudo dann als Jeju International Triathlon ausgetragen. Nachdem es bei dem Wettkampf 2014 zu einigen schweren Unfällen gekommen war, wurde zunächst eine neue Radstrecke in Aussicht gestellt, es kam aber nicht zu einer neuen Austragung im Jahr 2015.

### Wiederaufnahme 2017
Im September 2017 wurde das Rennen wieder als „Ironman Korea“ in Gurye in Südkorea ausgetragen. Dieser Ironman wurde ohne die Teilnahme von Profi-Athleten als Age-Group-Rennen ausgetragen.
 
Aufsehen erregte hier der Österreicher Thomas Frühwirth, der als Paratriathlet das Ziel nach 8:36:57 h fast eine Stunde vor dem Hauptfeld erreichen konnte.
Die für den 22. September 2019 geplante Austragung musste witterungsbedingt abgesagt werden.

## Siegerliste
Von 2000 bis 2001 wurde der Langdistanz-Triathlon als Ironman Asia, von 2003 bis 2007 und 2011 als Ironman Korea, von 2008 bis 2010 als Korea Triathlon Jeju und 2012 bis 2014 als Jeju International Triathlon ausgetragen. 2002 fand der Ironman Korea etwa 600 km nördlich in Sokcho statt.

### Ironman
| Datum/Jahr      | Männer              | Männer                         | Männer           | Frauen              | Frauen           | Frauen          |
| Datum/Jahr      | Erster Platz        | Zweiter Platz                  | Dritter Platz    | Erster Platz        | Zweiter Platz    | Dritter Platz   |
| --------------- | ------------------- | ------------------------------ | ---------------- | ------------------- | ---------------- | --------------- |
| 28. Sep. 2025   |                     |                                |                  |                     |                  |                 |
| 29. Sep. 2024   | Sergei Khazov       | Sangwhan Oh                    | Brenteson John   | Diana Trubkovich    | Ling Choo        | Yiseul Son      |
| 10. Sep. 2023   | Qisheng Li          | Artem Mosalev                  | Young Oh         | Jihyun Lee -2-      | Sunyoung Lee     | Sara Yoo        |
| 9. Sep. 2018    | Andrey Yatskov      | Bruno Zouain Gonçalves         | Hyunsoo Sun      | Jihyun Lee          | Simone Böhm      | Mei See Chin    |
| 10. Sep. 2017   | Thomas Frühwirth    | Joshua Randall                 | Mats Allen       | Jessica Jacobs      | Kumiko Takenaka  | Elaine Young    |
| 3. Juli 2011    | Balazs Csoke        | Andreas Venhors                | Bevan Mckinnon   | Kate Bevilaqua      | Maki Nishiuchi   | Hillary Biscay  |
| 26. Aug. 2007   | Raynard Tissink -2- | Park Byung-hoon                | Olaf Sabatschus  | Chrissie Wellington | Yasuko Miyazaki  | Silvia Czaika   |
| 27. Aug. 2006   | Scott J Green       | Chang Jae Yeo                  | Paul L Fritzsche | Tereza Macel        | Julie Curwin     | Caroline Koll   |
| 28. Aug. 2005   | Patrick Vernay -2-  | Park Byung-hoon Hubert Hammerl | –                | Naomi Imaizumi      | Emi Shiono       | Kana Matsumoto  |
| 30. Aug. 2004 * | Patrick Vernay      | Cristián Bustos                | Park Byung-hoon  | Paula Newby-Fraser  | Charlotte Paul   | Naomi Imaizumi  |
| 31. Aug. 2003   | Jan Stangmüller     | Matt White                     | Park Byung-hoon  | Belinda Granger -3- | Susan Peter      | Yasuko Miyazaki |
| 25. Aug. 2002   | Raynard Tissink     | Matt Stephens                  | Bradley White    | Belinda Granger -2- | Belinda Halloran | Andrea Fisher   |
| 10. Juni 2001   | Yoshinori Tamura    | Bryan Rhodes                   | Scott Ballance   | Belinda Granger     | Raeleigh Tennant | Karyn Ballance  |
| 2. Juli 2000    | Petr Vabroušek      | Yoshinori Tamura               | Ken Glah         | Nicole Leder        | Louise Davoren   | Noriko Yamakura |

* Austragung auf verkürztem Kurs (2004)

### Korea Triathlon Jeju
| Datum/Jahr    | Männer                 | Männer                   | Männer               | Frauen                 | Frauen                 | Frauen                  |
| Datum/Jahr    | Erster Platz           | Zweiter Platz            | Dritter Platz        | Erster Platz           | Zweiter Platz          | Dritter Platz           |
| ------------- | ---------------------- | ------------------------ | -------------------- | ---------------------- | ---------------------- | ----------------------- |
| 13. Juli 2014 | Oh Young-hwan (오영환) | Chung Won-seok (정원석)  | (서형영)             | Lee Ji-hyun (이지현)   | Hwang Ji-ho (황지호)   | Gang Young-hee (강명희) |
| 14. Juli 2013 |                        |                          |                      |                        |                        |                         |
| 8. Juli 2012  | Ham Yun-sik (함연식)   |                          |                      | Lee Ji-hyun (이지현)   |                        |                         |
| 11. Juli 2010 | Ham Yun-sik (함연식)   | Park Byung-hoon (박병훈) | Hiroyuki Nishiuchi   | Emi Shiono             | Maki Nishiuchi         | Lee Ji-hyun (이지현)    |
| 14. Juli 2009 | Jan Řehula             | Oh Young-hwan (오영환)   | Ham Yun-sik (함연식) | Jocelyn Wong           | Lee Sung-hee (이성희)  | Kim Sun-hee (김선희)    |
| 13. Juli 2008 | Jo Ga-on (조가온)      | Kjell Schiöberg          | Arthur Mathisen      | Kim Young-sun (김영선) | Jeong Chun-ja (정춘자) | Sung Joo-kim (김성주)   |